# Riacho do Retiro
Riacho do Retiro är ett periodiskt vattendrag i Brasilien.   Det ligger i delstaten Paraíba, i den östra delen av landet, 1 500 km nordost om huvudstaden Brasília.
Omgivningarna runt Riacho do Retiro är huvudsakligen savann. Runt Riacho do Retiro är det ganska tätbefolkat, med 75 invånare per kvadratkilometer.